# Alí Primera
Ely Rafael Primera Rossell, in arte Alí Primera (Coro, 31 ottobre 1941 – Caracas, 16 febbraio 1985), è stato un cantante e chitarrista venezuelano.

## Vita
Alí era il sesto e ultimo figlio di Antonio Isidoro Primera, artigiano e poliziotto dello stato di Falcón, e Carmen Adela Rossell, che lo battezzò Ely Rafael, ma lo chiamò " Alí ", perché i suoi nonni erano di origine araba.  All'età di 3 anni, suo padre morì accidentalmente durante un tentativo di fuga da una prigione nella città di Coro, quando un prigioniero di nome Pedro Agüero gli sparò. In seguito a questo evento, sua madre si trasferì nella sua città natale, San José de Cocodite, nella penisola del Paraguaná , dove vissero dal 1944 al 1947 su un terreno rurale, dedicandosi all'agricoltura.
L'approccio di Alí Primera alla musica è iniziato mentre guardava suo zio suonare il cuatro venezuelano. Nel 1960 si trasferì a Caracas e nel 1964 si iscrisse all'Università Centrale del Venezuela per studiare Chimica. Aderì al Partito Comunista del Venezuela e iniziò la carriera come cantante e compositore. Le sue prime canzoni furono "Humanidad" e "Nessuna preghiera sufficiente". 
Tra il 1969 e il 1973 si stabilisce in Romania per studiare ingegneria petrolifera presso l'Università Politecnica di Bucarest, grazie ad una borsa di studio assegnatagli nel 1968 dal Partito Comunista del Venezuela (PCV).
In uno studio in Germania ha registrato il suo primo album, intitolato Gente de mi tierra . Nel novembre 1973, Alí Primera tornò in Venezuela senza diplomarsi per dedicarsi alla musica e alla lotta politica, fondando la sua etichetta discografica chiamata Cigarrón .
Dal 1973 fino alla data della sua morte, ha registrato 13 album e ha partecipato a numerosi festival in tutta l'America Latina.

## Discografia
- 1969,	Vamos gente de mi tierra Nota 1 - Producción Independiente (Venezuela)
- 1969,	Canciones de protesta Nota 2 - Producción Independiente (Venezuela)
- 1971,	Guerra larga Nota 3 - Producción Independiente (Colombia)
- 1972,	De una vez Nota 4 - Verlag Plane (Alemania)
- 1974,	Lo primero de Alí Primera - Cigarrón-Promus (Venezuela)
- 1974,	Alí Primera, Volumen 2 Nota 5 - Cigarrón-Promus (Venezuela)
- 1974,	Adiós en dolor mayor - Cigarrón-Promus (Venezuela)
- 1974,	Canción para los valientes - Cigarrón-Promus (Venezuela)
- 1975,	La patria es el hombre - Cigarrón-Promus (Venezuela)
- 1976,	Canción mansa para un pueblo bravo - Cigarrón-Promus (Venezuela)
- 1977,	Cuando nombro la poesía - Cigarrón-Promus (Venezuela)
- 1980,	Abrebrecha - Cigarrón-Promus (Venezuela)
- 1981,	Al pueblo lo que es de César Nota 6 - Cigarrón-Promus (Venezuela)
- 1982,	Con el sol a medio cielo - Cigarrón-Promus (Venezuela)
- 1984,	Entre la rabia y la ternura - Cigarrón-Promus (Venezuela)
- 1985,	Por si no lo sabía Nota 7 - Cigarrón-Velvet-Sonográfica (Venezuela)
- 1986,	Alí ¡En vivo! Nota 8 - Cigarrón-Promus (Venezuela)